# Navka
Navka je slovanský revenant, nejčastěji zemřelá mladá dívka, která porušila věrnost milému. Mezi další důvody vzniku patří útěk před svatbou, nevěra milého či jeho zavraždění pomocí kouzel. Často splývají s vílami, rusalkami a lesními pannami. Méně známé jsou mužské formy tohoto revenanta. Podobným jménem jsou často nazýváni revenanti vzniklí z nepokřtěných dětí. Jméno je odvozeno od náv „podsvětí“.
Na Moravě je známa slibka,, která má podobu krásné ženy v bílém nebo krásně zpívajícího bílého ptáka. Láká k sobě muže voláním nebo ťukáním a poté je utancuje k smrti.
Podobná je ukrajinská manija, jejíž jméno je odvozeno od maniti „mámiti“. Vzniká z dívky která zavraždila svého milého pomocí kouzel či ho pronásleduje kvůli jeho nevěře. Má podobu krásného děvčete s černými vlasy a očima. Pronásleduje na křídlech větru zasnoubené mladíky a kdo se do ní zamiluje, zahyne. Nebezpečná je také lidem ztraceným během bouře. Jejím bratrem je perełesnyk, který se zjevuje v podobě zemřelého milence a nakonec je zahubí. Internet Encyklopedia of Ukraine (Ukrajinská internetová encyklopedie) jej nazývá také lítavec a přisuzuje mu méně se objevující ženský protějšek zvaný perelesnyca. Uvádí také, že se zjevuje v podobě ohnivého draka.
V Rusku je známa manja, ošklivá stařena o berlích, která hledá svého syna, jehož zahubila. Podle Ukrajinců tato bytost podvrhuje místo lidských dětí děti ďábelské, které jsou nemotorné, žravé a v sedmi letech utečou do lesů.
V Bělorusku se věřilo na mavky, majky či nejky v podobě krásných dívek, nahých či oděných jen v bílou košili. Snaží se k sobě přilákat mladé lidi a pak je zahubit. Zjevují se i v podobě malých dětí, poté se nazývají také nedoljitky či semiljitky, protože vznikají z nekřtěnátek, především utopených vlastní matkou. Pokud je nikdo do sedmi let nedokáže osvobodit, mění se v rusalky. Podle Huculů jsou majky lidem příznivé a podobají se vílám.
Makedonští Bulhaři znají bytosti zvané navi a navjaci, což jsou neviditelní duchové létající po obloze, kteří vznikají z duší nekřtěnátek. V Šopsku jsou nazýváni lahusi, podobné bytosti znají i Slovinci jako navje a Poláci jako látawce.
Lužičtí Srbové věřili v bytosti zvané bože sedleško a boža łosć, které se také nejčastěji zjevují v podobě malých dětí a pláčem oznamují blížící se neštěstí.

## Kultura
- Osloboděná slibka – česká opera Jiřího Kašpara a Ivany Kašparové na motivy valašské pověsti
- Slibka se objevuje v Přírodopisu strašidel Josefa Váchala.
- Svatební košile – balada Karla Jaromíra Erbena, kde se objevuje motiv vracejícího se zemřelého milence.